# Estação Les Corts
Les Corts é uma estação da linha Linha 3 do Metro de Barcelona. Entrou em funcionamento em 1975.

## História

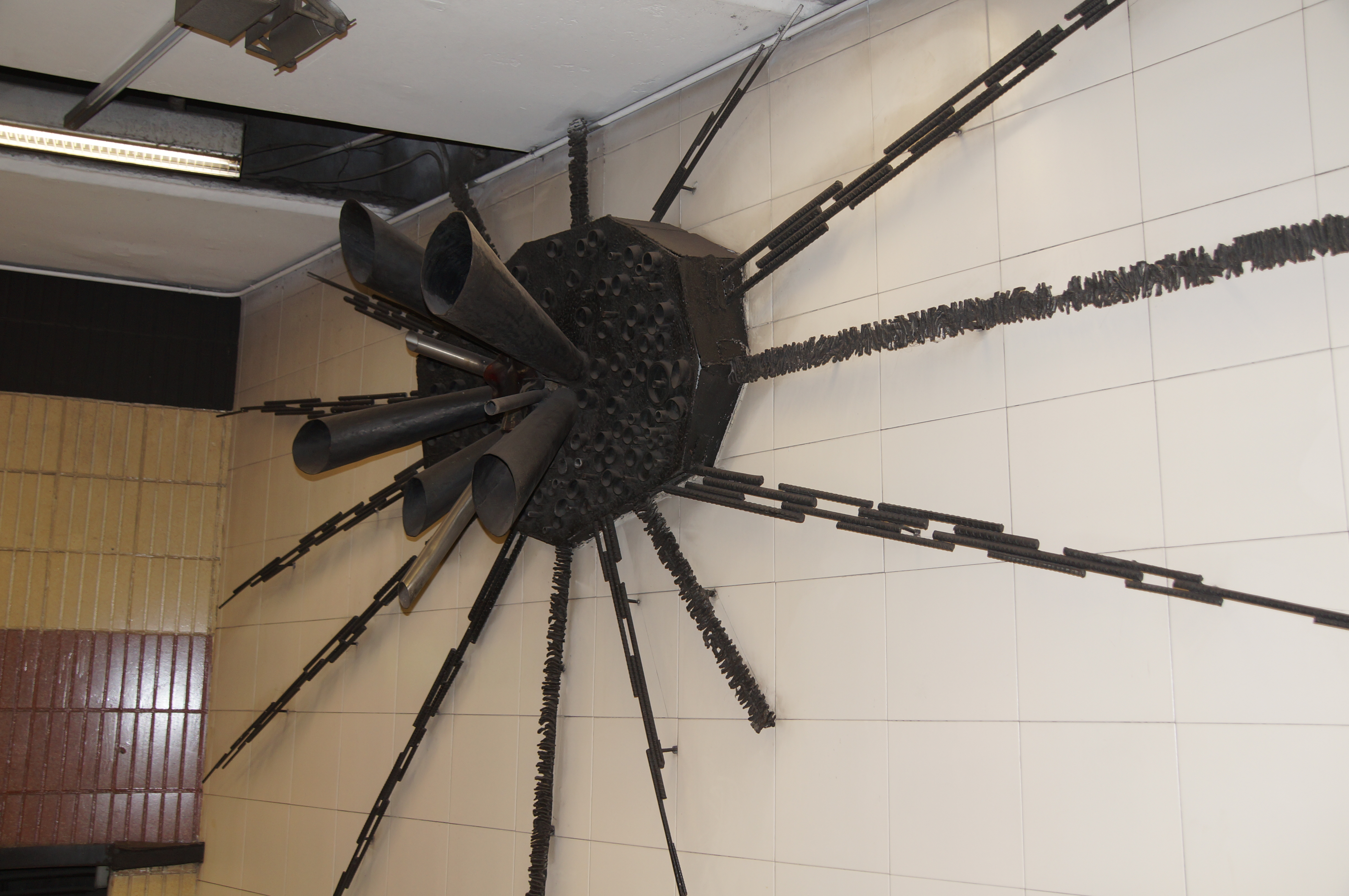
Sol radiant escultura de Pedro Delso na Estação Les Corts.

A estação foi inaugurada em 1975, junto com as outras estações do trecho L3 entre as estações Zona Universitària e Barcelona-Sants. Esta seção foi originalmente operada separadamente de L3, e conhecida como L3b, até que as duas seções foram unidas em 1982.

## Localização
A estação está localizada sob Carrer de Joan Güell, entre Travessera de les Corts e Carrer de can Bruixa, e fica a cerca de 800 metros do Camp Nou, casa do clube  da La Liga FC Barcelona. A estação tem duas plataformas laterais de 95 metros de comprimento.

## Acesso à estação
- Travessera de les Corts
- Joan Güell